# Dexia fusiformis
Dexia fusiformis är en tvåvingeart som beskrevs av Walker 1861. Dexia fusiformis ingår i släktet Dexia och familjen parasitflugor. Inga underarter finns listade i Catalogue of Life.